# Ptycz (przystanek kolejowy)
Ptycz (biał. Пціч, ros. Птичь) – przystanek kolejowy w pobliżu miejscowości Zabłocie, w rejonie mińskim, w obwodzie mińskim, na Białorusi. Leży na linii Moskwa - Mińsk - Brześć.
Nazwa pochodzi od przepływającej obok rzeki Ptycz.